# 山口松太
山口 松太（やまぐち まつた、1940年〈昭和15年〉1月25日 - 2020年〈令和2年〉10月8日）は岡山県倉敷市出身の漆芸家。備中漆を用いた独自の漆芸技法「油枩堆錦」を完成させたことで知られる。1995年（平成7年）に岡山県指定重要無形文化財保持者に認定され、1999年（平成11年）に日本伝統工芸展で総裁賞を受賞した。

## 人物
山口松太は1940年に岡山県倉敷市に生まれ、中学卒業後に難波仁斎の漆芸作品との出会いを契機に、漆芸の道を歩み始めた。香川県漆芸研究所で学んだあと、難波に指導を受けた。1967年の第18回岡山県美術展覧会（岡山県展）で2点入選、うち1点が山陽新聞賞を受賞、翌年には全国公募展である第15回日本伝統工芸展に初出品初入選を、28歳の若さと漆芸を初めて3年という速さで果たした。その後も、岡山県展で連続受賞、第18回日本伝統工芸展で2点入選、うち1点が東京都教育委員会賞を受賞するなど、一躍、若手漆芸家のホープとして注目された。
香川県漆芸研究所の研究員に任命されてからは当時の人間国宝らに指導を受けてさらに研鑽を積み、蒟醤や存清、蒔絵、螺鈿、卵殻、難波仁斎流の描蒟醤やスタンプを利用した印文など様々なバリエーションに富んだ作品を次々に制作した。
研究員時代に琉球漆器の伝統技法堆錦を知り、1977年に沖縄県の漆器工房「紅房」で生駒弘の指導を受けた。しかし、本土では堆錦は成功せず、山口は何度も沖縄県に赴き、また中国、台湾、国内各地の漆を取り寄せて試行錯誤を繰り返した。その結果、岡山県産の備中漆の油漆を利用することにより本土での堆錦制作が可能となることを見出した。
1983年に初めて堆錦技法の作品を発表し、1990年、1991年頃に自身が納得ゆく作品を制作できるようになった。日本伝統工芸展には形や意匠を凝らした意欲作を出品し続け、1992年の第39回展からは連続入賞を果たした。1999年の第46回展において出品した「乾漆堆錦箱『古陵想』」により、師の難波仁斎に次いで岡山県二人目となる日本工芸会総裁賞を受賞し、芸術的価値が低いとされた堆錦を伝統工芸の高みにまで引き上げたと評価された。
山口は自身の作品に、油漆の「油」、松太の「枩」を付けて「油枩堆錦」(ゆしょうついきん)と銘打った。

## 略歴
- 昭和15年(1940年)岡山県倉敷市に生まれる。
- 昭和32年(1957年)木彫りを松室東荘に師事。
- 昭和41年(1966年)香川県漆芸研究所に入所。
- 昭和42年(1967年)岡山県指定重要無形文化財保持者・難波仁斎に師事[3]。第18回岡山県美術展覧会山陽新聞賞受賞。
- 昭和43年(1968年)第15回日本伝統工芸展初入選。第19回岡山県美術展覧会山陽新聞賞受賞。
- 昭和44年(1969年)第20回岡山県美術展覧会県教育長賞受賞。
- 昭和45年(1970年)香川県漆芸研究所研究員に任命され、以降7年間漆工芸全般にわたり研修する。研究員時代に高温でくろめる沖縄の堆錦技法に興味を持つ。
- 昭和46年(1971年)第21回岡山県美術展覧会山陽新聞社大賞及び第18回日本伝統工芸展東京都教育委員会賞受賞[3]。
- 昭和47年(1972年)日本工芸会正会員に入会[3]。第15回日本工芸会中国支部展第4回（昭和46年度）金重陶陽賞受賞[3]。
- 昭和50年(1975年)日本文化財漆協会理事に就任。第18回岡山県文化奨励賞受賞[4]。
- 昭和51年(1976年)当時の岡山県知事に備中漆の復興を進言。
- 昭和52年(1977年)沖縄「紅房」で生駒弘に堆錦の指導を受ける。
- 昭和54年(1979年)漆芸グループ「鹿鳴会」を結成し昭和63年(1988年)まで主宰を務め、漆芸技術の指導と備中漆の育成を始める。
- 昭和58年(1983年)第30回日本伝統工芸展にて堆錦作品を初めて発表。
- 平成4年(1992年)岡山日日新聞文化功労章受章[3]。
- 平成6年(1994年)備中町に所有する漆山で「漆掻き講習会」を開催（主催：林原共済会、岡山県郷土文化財団、備中町）。日本工芸会中国支部副幹事長に就任[3]。
- 平成7年(1995年)岡山県指定重要無形文化財（漆芸）保持者に認定[3]。
- 平成9年(1997年)山陽新聞賞（文化功労）受賞[3]。「漆掻き講習会」を開催（主催：林原共済会、岡山県郷土文化財団）。
- 平成11年(1999年)「漆掻き講習会」を開催（主催：日本工芸会四国支部漆芸部会）。第46回日本伝統工芸展日本工芸会総裁賞受賞[2][3]。
- 平成12年(2000年)岡山県三木記念賞受賞[3]。
- 平成13年(2001年)福武文化賞受賞[3]。
- 平成14年(2002年)倉敷市文化賞受賞[3]。
- 平成15年(2003年)第55回岡山県文化賞受賞[4][3]。紫綬褒章受賞[3]。
- 平成16年(2004年)「漆フォーラム」と「漆掻き講習会」（主催：林原共済会、岡山県郷土文化財団）を新見市と岡山県立美術館で開催。日本工芸会幹事及び日本工芸会漆芸部会常任幹事に就任[3]。
- 平成17年(2005年)日本伝統工芸展及び日本伝統漆芸展監査委員に推挙[3]。
- 平成19年(2007年)第4回マルセン文化大賞受賞[5][3]。
- 平成20年(2008年)日本工芸会中国支部幹事長に就任[3]。「もっと伝統工芸(漆芸)」を岡山県立美術館で開催し作品を出品。「漆くろめ講習会」(漆の館)を開催し講師を務める。
- 平成21年(2009年)「備中漆作品展」をさん太ギャラリー（岡山県）とギャラリー80（東京都）で開催し審査員を務める。
- 平成22年(2010年)「備中漆の美-復興と現在-」を高梁市成羽美術館で開催し、出品。
- 平成23年(2011年)「まにわ漆展」を勝山文化往来館ひしおで開催し、講演会講師を務める。
- 平成24年(2012年)「備中うるし利活用協議会」発足、会長に就任。
- 平成25年(2013年)「Japan-漆の世界-」を岡山県立博物館で開催、出品。
- 平成26年(2014年)「もっと伝統工芸(備中漆)」を岡山県立美術館で開催、出品。
- 平成27年(2015年)「第2回もっと伝統工芸(備中漆)」を勝山文化往来館ひしおで開催、出品。
- 平成29年(2017年)「第3回もっと伝統工芸(備中漆)」を新見美術館で開催、出品。
- 令和2年(2020年)10月8日死去[6]。

## 作品
以下に山口の美術展出品作を示す。
- 蒟醬草雑文平盤 - 1967年制作。第18回岡山県美術展覧会出品作。山陽新聞賞受賞作。個人蔵。
- 蒟醤夜叉五倍子文重ね手箱 - 1981年制作。第28回日本伝統工芸展出品作[8]。個人蔵。
- 乾漆練描き「黒南風」手箱 - 1982年制作。第29回日本伝統工芸展出品作[9]。個人蔵。
- 叢中蒔絵提盤 - 1989年制作。第36回日本伝統工芸展出品作[10]。山陽新聞社蔵
- 堆錦香盆「梅林」- 1990年制作。第37回日本伝統工芸展出品作[11]。個人蔵。
- 堆錦短冊箱「耀」- 1992年制作。第39回日本伝統工芸展出品作[12]。個人蔵。
- 漆絵干菓子器（カニ） - 1995年制作。第38回日本伝統工芸中国支部展出品作[13]。岡山県立美術館蔵[14]。
- 乾漆堆錦箱「綾」- 1997年制作。第44回日本伝統工芸展出品作[15]。持寶院蔵。
- 漆絵蕪図棗 - 1997年制作。天満屋個展出品作。山陽新聞社蔵
- 堆錦レンゲザ - 1997年制作。第48回岡山県美術展覧会出品作。岡山県立美術館蔵[16]。
- 乾漆堆錦箱「古陵想」 - 1999年制作。第46回日本伝統工芸展出品作[2]。日本工芸会総裁賞受賞作。文化庁蔵[17]。
- 金地梅花彫文平棗 - 1999年制作。第16回日本伝統漆芸展出品作。個人蔵。
- 堆錦華文箱 - 1999年制作。第50回岡山県美術展覧会。個人蔵。
- 乾漆堆錦硯箱「易」- 2000年制作。第47回日本伝統工芸展出品作[18]。黒住教宝物館蔵。
- 乾漆盛器「白露」- 2000年制作。第51回岡山県美術展覧会。個人蔵。
- 乾漆堆錦漆箱「粧」- 2001年制作。第48回日本伝統工芸展出品作。倉敷市立美術館蔵[19]。
- 乾漆油枩堆錦筒形箱「アンドロメダ」- 第49回日本伝統工芸展出品作[20]。岡山県立美術館蔵[21]。
- 葦手文蒔絵硯箱 - 2002年制作。第53回岡山県美術展覧会出品作。持寶院蔵。
- 堆錦香盒（銘夾籟）- 2002年制作。第19回日本伝統漆芸展出品作。岡山県立美術館蔵[22]。
- 乾漆堆錦盒「礁」- 2003年制作。第50回日本伝統工芸展出品作[23]。個人蔵。
- 乾漆油枩堆錦盒「吉備古陵」- 2004年制作。第51回日本伝統工芸展出品作[24]。個人蔵。
- 油枩堆錦箱「大和」- 2005年制作。第52回日本伝統工芸展出品作[25]。岡山県立美術館蔵[26]。
- 油枩堆錦彩華文合子 - 2005年制作。第22回日本伝統漆芸展出品作。岡山シティミュージアム蔵。
- 油枩堆錦蒔絵棗「荒磯」- 2006年制作。第23回日本伝統漆芸展出品作[27]。個人蔵。
- 堆錦延齢草蒔絵平棗 - 2006年制作。第57回岡山県美術展覧会出品作。岡山県立美術館蔵[28]。
- 乾漆油枩堆錦「黒い花の器」- 2007年制作。第54回日本伝統工芸展出品作[29]。個人蔵。
- 薄紅葉香盆 - 2007年制作。第24回日本伝統漆芸展出品作[30]。個人蔵。
- 乾漆油枩堆錦四十八弁盒 - 2008年制作。第55回日本伝統工芸展出品作[31]。個人蔵。
- 彩漆蒔絵「桃が咲き」小箱 - 2008年制作。第51回日本伝統工芸中国支部展出品作[32]。個人蔵。
- 乾漆油枩堆錦箱「氷雪」- 2009年制作。第56回日本伝統工芸展出品作[33]。個人蔵。
- 油枩堆錦梅花蒔絵中次 - 2009年制作。第26回日本伝統漆芸展出品作[34]。岡山県立美術館蔵[35]。
- 乾漆油枩堆錦香盆「彩光」- 2009年制作。第27回日本伝統漆芸展出品作[36]。新見美術館蔵。
- 油枩堆錦に墨蘭図箱 - 2010年制作。第57回日本伝統工芸展出品作[37]。新見美術館蔵。
- 油枩堆錦に松雪短冊箱 - 2011年制作。第58回日本伝統工芸展出品作[38]。個人蔵。
- 栗木口挽吹雪文皿 - 2011年制作。第62回岡山県美術展覧会出品作。個人蔵。
- 油枩堆錦錦秋短冊箱 - 2012年制作。第59回日本伝統工芸展出品作[39]。個人蔵。
- 金茄子香合 - 2012年制作。第63回岡山県美術展覧会出品作。第57回日本伝統工芸中国支部展出品作[40]。個人蔵。
- 卵殻蒔絵白椿文棗 - 2013年制作。第64回岡山県美術展覧会出品作。個人蔵。